# Jean-Baptiste Groverman
Jean-Baptiste Groverman (1794 - Gent, 1868) was een Belgisch advocaat en politicus.

## Levensloop
Groverman was actief aan de Gentse balie. Van 1825 tot 1826 was hij griffier bij de Provinciale Staten van de Nederlandse provincie Oost-Vlaanderen. In de Belgische Omwenteling van 1830 profileerde hij zich als overtuigd orangist. 
In 1832 werd hij stadsadvocaat van Gent, van 1848 tot 1850 zetelde hij ook voor de liberalen in de gemeenteraad. Het gros van zijn carrière speelde zich echter af aan de Provincieraad, waarin hij zetelde van 1836 tot bij zijn overlijden. Van 1848 tot 1864 was hij er voorzitter, van 1850 tot 1866 ook gedeputeerde. Binnen de raad was hij in vele domeinen actief en had hij een verzoenende functie, getuige daarvan zijn herverkiezing als gedeputeerde binnen een katholieke meerderheid in 1864.